# Zenopsis conchifer
Zenopsis conchifer är en fiskart som först beskrevs av Lowe 1852.  Zenopsis conchifer ingår i släktet Zenopsis och familjen sanktpersfiskar. Inga underarter finns listade i Catalogue of Life.